# Tréguier

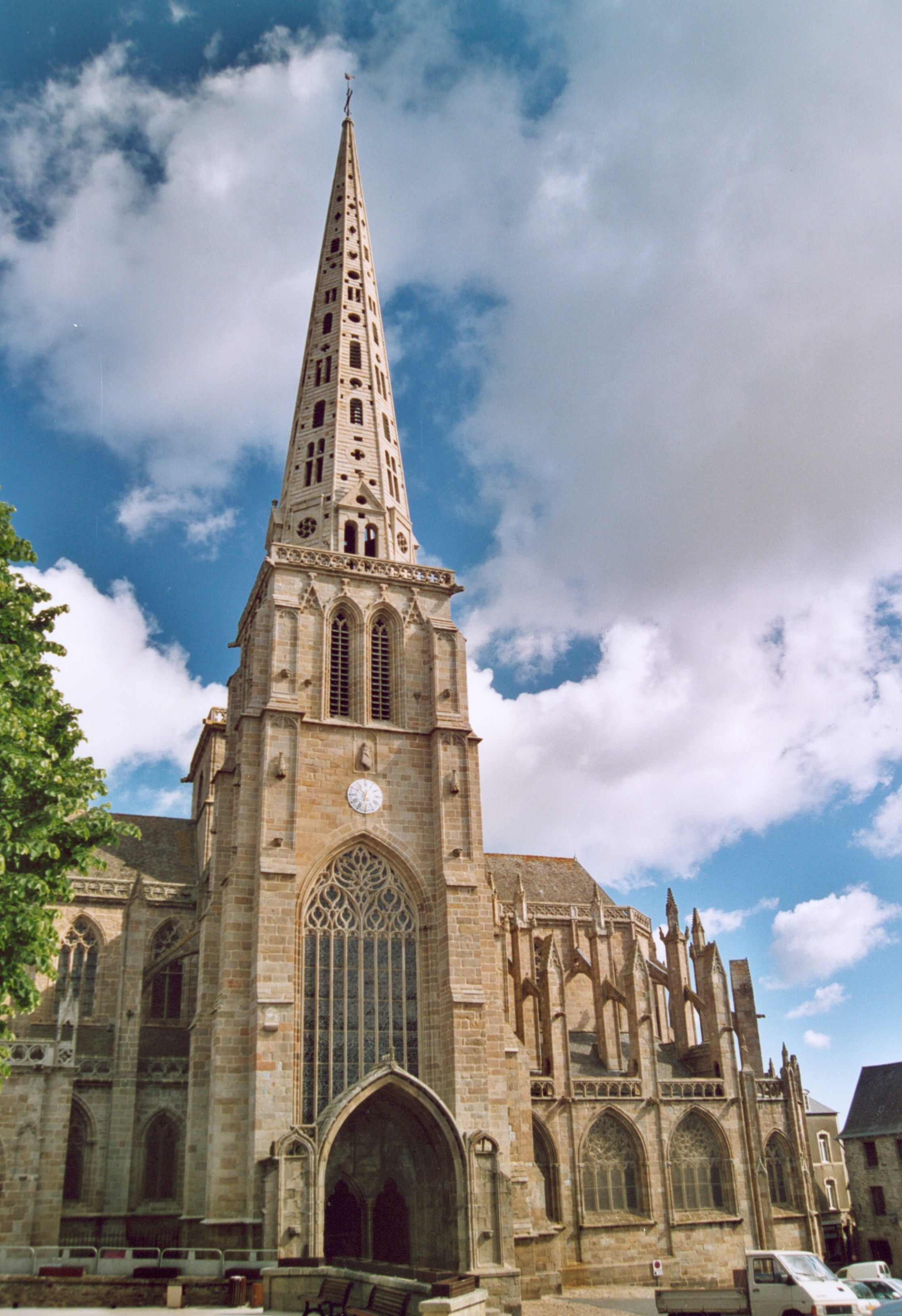
Katedrála St. Tugdual

Tréguier (bretonsky Landreger) je přístavní město v departementu Côtes-d'Armor v Bretani v severozápadní Francii. Je to hlavní město provincie Trégor. K charakteristickým prvkům tohoto starobylého biskupského města patří katedrála, středověké strmé uličky a hrázděné domy.

## Zeměpis

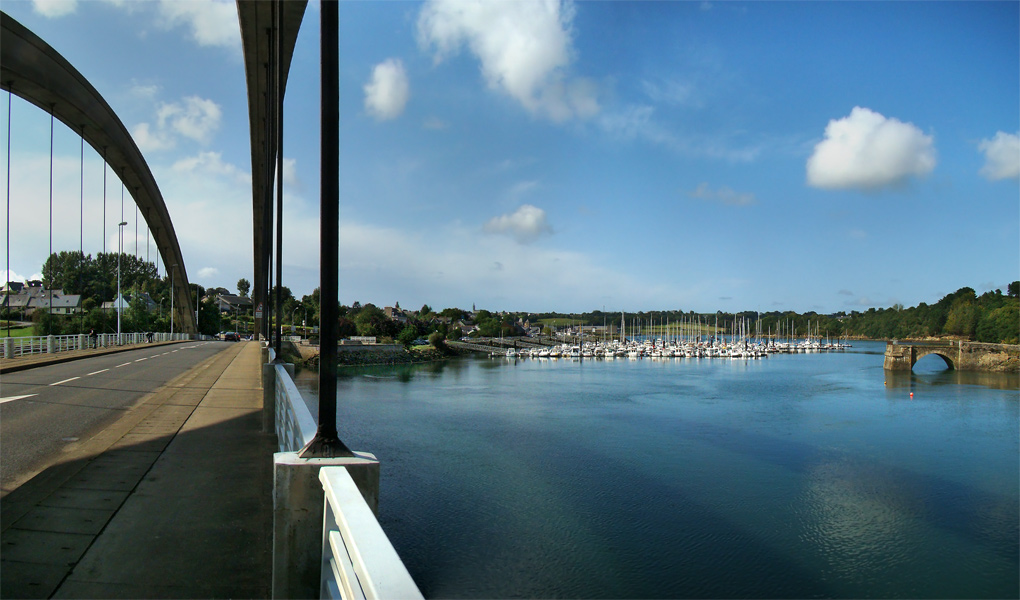
Řeka Jaudy

Tréguier je vzdálený 60 km SZ od Saint-Brieuc a 30 jm S od Guingampu. Přístav je situován asi 5½ m. z Lamanšského průlivu na soutoku řek Jaudy a Le Guindy, které zde tvoří řeku Tréguier. Město vzniklo na ostrohu mezi údolími obou řek a dlouho bylo přístupné pouze přívozem přes řeku nebo za cenu delší cesty přes vzdálené mosty.
Přístav, který se nachází 9 km od moře, sloužil již ve středověku k obchodování s pískem, kamenem, pšenicí nebo lnem. Nachází se na levém břehu Jaudy těsně před soutokem s Guindy a díky své hloubce je nyní přístupný i poměrně těžkotonážním člunům a je vybavený pěti plovoucími pontony s kapacitou 330 míst.
Malá rozloha městské oblasti (153 hektarů) blokuje rozvoj města a dlouhodobě brzdí jeho sanaci. V roce 1927 byl otevřen bulvár Anatole Le Braz, který prochází pod oblouky radnice a umožňuje přímý přístup k mostu přes Guindy na sever.

## Dějiny
Tréguier, který pochází ze 6. století, vyrostl kolem kláštera založeného Svatým Tudwalem (zemřel asi 564). V 9. století se stalo sídlem biskupství, potlačené 12. července 1790 (vyhláška ze 14. listopadu 1789). Pop. (1906), 2605.

### Svatý Tugdual a založení biskupství
Tréguier (Trecorum) vzniklo zřejmě spojením několika menších vesnic. Svatý Tugdual (Tudwal) byl vysvěcen biskupem Landregeru kolem roku 542. Byl prvním biskupem důležitého biskupského stolce v Bretani,který si svůj význam podržel až do období francouzské revoluce. O životě světce je známo velmi málo, pochybnosti jsou i o datu jeho smrti (30. listopadu v letech 553, 559 nebo 564). Byl by synem Almy Pompy (svaté Pompei) a Hoëla I., 8. krále Armorica. Tugdual pocházel zřejmě z Británie a do Armorica s přestěhoval se svou matkou. Zde založil klášter. Podobnou zakladatelskou činností jsou z té doby známy i další osobnosti přicházející do Bretaně z britského ostrova. Takto vznikly kláštery např. v Saint-Pol-de-León, Saint Brieuc, Saint-Malo nebo v Dolu.
Tréguier se stal a dodnes zůstává povinnou zastávkou poutní cesty Tro Breizh k sedmi bretaňským klášterům.
Stará katedrála, pravděpodobně vyrobená ze dřeva, nezanechala žádnou stopu; předpokládá se, že stála zhruba na stejném místě jako současná budova a byla zasvěcen sv. Ondřeji.
V 848 britský král Nominoë učinil z tohoto biskupského opatství sekulární biskupství. Krátce nato došlo k první normanské invazi pod vedením Vikinga Hasteina, kterému se připisuje zničení města. Jistý Gratian se zavázal postavit katedrálu (970) zasvěcenou tentokrát sv. Tugdualovi. Tréguier zůstal biskupským sídlem až do roku 1790

### Středověk
Od 11. do 13. století se město se nazývá Saint-Pabu (někdy Svatý Tugdual).
Velkou osobností křesťanské tradice, která zasáhla do dějin města, byl Ivo Bretaňský, vlastně Yves de Kermartin, patron právníků, narozený kolem roku 1253 v Minihy, u panství Kermartin, obránce chudých proti moci bohatých. Současná katedrála, v gotickém stylu, byla postavena ke slávě svatého Iva (kanonizovaného v roce 1347), který zde byl pohřben. Stavba trvala kvůli válkám téměř celé století (1339–1435).
V roce 1412 získal Tréguier statut města. Vévoda a poté královský senešal existoval ve městě od 1260 do 1576. Místní biskup měl titul “hrabě z Tréguier” a soudní pravomoc.
Od roku 1450 do roku 1479 byl kolem této katedrály postaven gotický klášter, který chrání hrobku několika obránců a řeholníků biskupského města, včetně Jana V., vévody z Bretaně a svatého Iva, patrona právníků. Tento klášter hostil městský trh a obchodníci platili klášteru poplatky.
Kolem roku 1505 vykonala populární Anne Bretaňská, královna Francie, pouť k hrobce svatého Iva.
Mezi 1589 a 1592 bylo město Tréguier několikrát zpustošeno vojsky Katolické ligy. Toto období v dějinách Bretaně je vyplněno náboženskými válkami mezi radikálními katolíky (podporovanými Španěly) a protestanty (podporovanými králem Francie a Anglií). Katolíci byli součástí Ligy byli vedeni Filipem Emanuelem Lotrinským, vévodou Mercœurem, protestanty a royalisty vedl král Jindřich IV. Tréguier stál na straně royalistů stejně jako město Lannion. Konec této války v roce 1598 vedl ke kapitulaci Merkœura a k vyhlášení slavného ediktu nantského. V letech 1604 až 1616 byl biskupem Tréguier králův chráněnec Adrien d'Amboise.

### 17.–19. století
Město se stalo náboženským centrem a ve městě působilo mnoho katolických řádů a kongregací. Nejdůležitější slavností ve městě byla Slavnost milosrdenství sv. Iva (Pardons de Saint Yves).
Během francouzské revoluce v zimě roku 1794 prapor dobrovolníků z Étampes vyplenil všechny náboženské památky města: téměř veškerý mobiliář, včetně soch, obrazů, zlatnických prací a vitráží zmizel. Katedrála sloužila jako stáj a byla tak vypleněna, že ji nebylo možné použít ani pro kult Nejvyšší bytosti.
Od revoluce význam Tréguieru upadal, protože ztratil status biskupského sídla. Dříve poloviční Saint-Brieuc má dnes dvakrát více obyvatel. Církevní ráz se ještě více konzervoval, v období restaurace se do města vrátily náboženské řády a byl založen lazaristický seminář pro výchovu kněží.
V atmosféře tohoto klášterního města stranou veškerého pokroku byl vychován i nejslavnější místní rodák Ernest Renan, pozdější racionalistický spisovatel, jehož dílo Církev odsoudila a vedla jej na Indexu zakázaných knih.
V roce 1834 umožnila výstavba „lávky sv. Františka“ chodcům a koním překročit řeku Guindy a v roce 1835 byl vystavěn první visutý mostu v Bretani, tzv. „kanadský most“, v místě přívozu přes řeku Jaudy. Stavba tohoto mostu vzbudila silnou opozici obyvatel La Roche-Derrien, protože bránila vstupu lodí do této lokality, a proto byl most v roce 1886 zničen, dočasně nahrazen trajektem a poté kovovým mostem, který nebránil plavbě, protože měl mobilní rozpětí. V roce 1921 byl přidán železniční most.

### 20. století
Na začátku 20. století zažilo konzervativní katolické městečko dva velké otřesy. V roce 1903 bylo pařížskými Bretonci a místními republikány prosazeno vztyčení sochy Ernesta Renana, který popíral Ježíšovo božství. A v roce 1905 proběhla odluka církve od státu.

#### První světová válka
Ke konci války bylo v Tréguieru založeno letecké středisko amerického námořnictva, určené k boji s německými ponorkami, které fungovalo několik měsíců.

#### Meziválečné období
Ve svém románu Sofie z Tréguieru (Sophie de Tréguier), který v roce 1933 získal čtenářskou cenu, popisuje Henri Pollès, narozený v Tréguieru v roce 1909, zejména předsudky, význam zvyků a tradice, atmosféru Bretaně a lidové náboženství Tréguieru ke konci 19. století.

#### Druhá světová válka
V srpnu 1944 byly boje za osvobození Tréguiera dlouhé a násilné:
4. srpna, patnáct příslušníků německého námořnictva shodilo do přístavu dva jeřáby a spálilo rybářské lodě, než ustoupilo do Pontrieuxu pod tlakem místního odporu: místní obyvatelé věří, že jsou osvobozeni. Další den se ale vrátilo na 200 Němců, kteří si nemohli proklestit cestu z Trégoru přes spojenecké jednotky.
6. srpna, čtyři americká letadla bombardují Tréguier, což způsobilo 5 úmrtí mezi civilním obyvatelstvem a významné materiální škody ve městě. Železniční trať kolem stanice byla poškozena.
12. srpna, francouzská vnitřní armáda spolu s místními povstalci získali kapitulaci Němců. o několika hodinách však opět město obsadilo šedesát nových německých vojáků a teprve 14. srpna příchod amerických vojsk spolu s novými útoky odbojových bojovníků umožňuje definitivní osvobození města po posledním bombardování, které zničí část stanice, 2 lokomotivy a 6 vagónů. Američané vyhodili do povětří „Kanadský most“ (který byl obnoven až v roce 1954), protože 300 německých vojáků stále okupovalo druhý břeh Jaudy. Boje 15. srpna v okolí Tréguieru způsobily, že ten den byl vyhozen do povětří i železniční most.

## Bretonský jazyk
V roce 2008 navštěvovalo dvojjazyčné školy 11,78% dětí ze základních škol.

## Památky

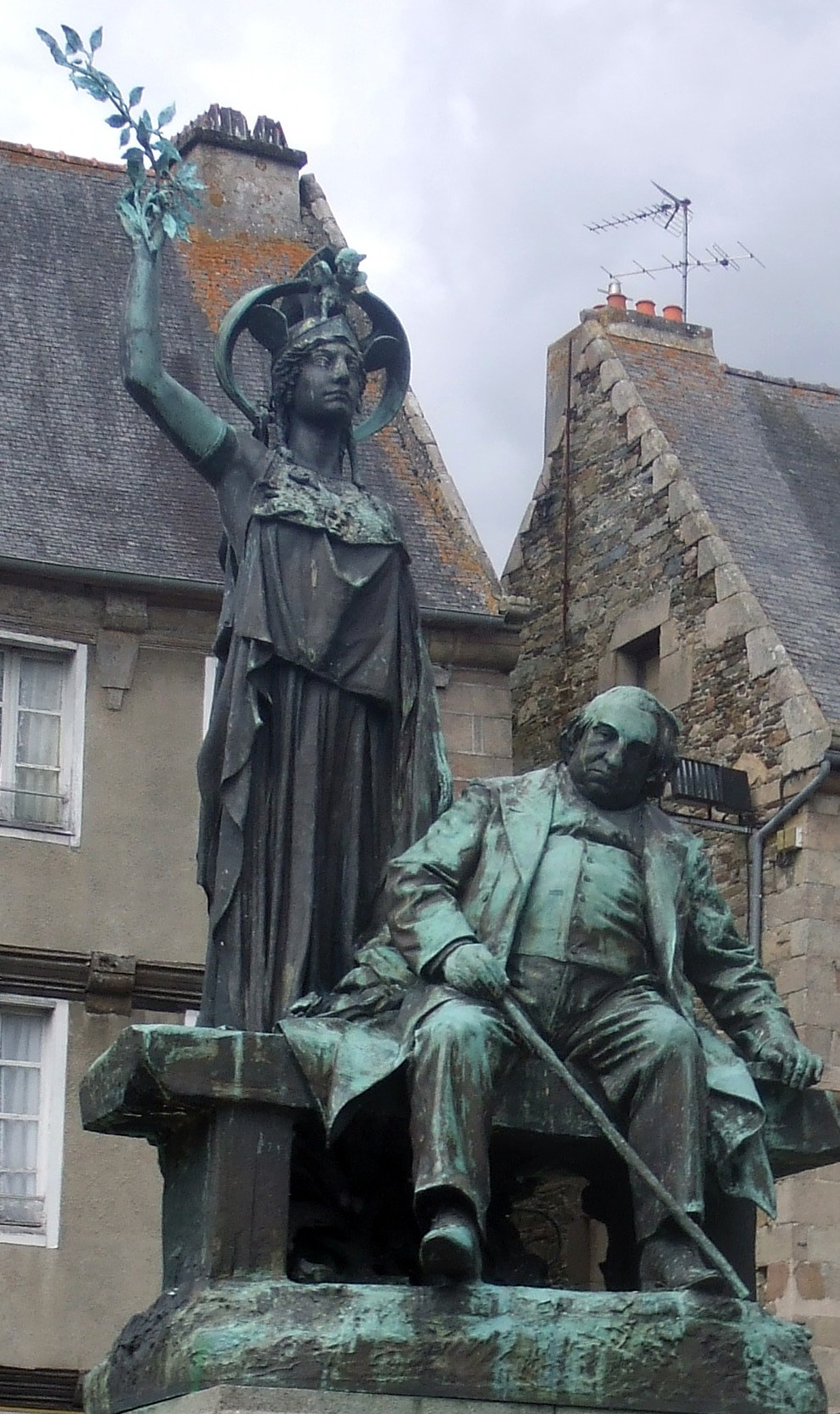
Socha Ernesta Renana na náměstí

Katedrála ze 14. a 15. století je pozoruhodná tím, že má tři věže nad transeptem, z nichž jedna nese vysokou špičatou helmici. Uvnitř je moderní mauzoleum Iva Kermartina (St Yves; d. 1303), kanovníka katedrály a patrona právníků. Na jih od kostela je klášter (1468) s půvabnými arkádami.
Nedaleko katedrály se nachází socha Ernesta Renana, rodáka z města. Protože byl náboženským skeptikem, autorem „pohanské“ Modlitby na Akropoli, 1903 odhalení Renanovy sochy, která také vyobrazuje bohyni Athénu, vedlo k rozsáhlým protestům katolické církve. Ve městě je také muzeum v Renanově rodném domě. Pozoruhodný válečný památník, Pleureuse de Tréguier, navrhl Francis Renaud . V zahradě básníků je pamětní pomník bretonského barda Anatole Le Braza od Armela Beaufilse .
Přístav je malebný s množstvím nábřežních restaurací a kaváren a dramatickými výhledy na nábřeží.

## Hospodářství
Ve městě dominují pily, dílny na stavbu člunů a lněných pásů, obchod s obilovinami, látkami, bramborami atd. V přístavu se provozuje rybolov a pobřežní a i zahraniční obchod.

## Náboženské festivaly
Tro Breizh ( bretonský výraz pro "Bretaňskou pouť") je katolická pouť, která spojuje města sedmi zakládajících světců Bretaně, včetně Tréguieru, města Svatého Tugduala.
Odpustky svatého Iva (Pardon of Saint Yves) je hlavní slavností. Jelikož je Ivo patronem právnické profese, přitahuje katolické právníky a soudce z celého světa.

## Osobnosti
Tréguier byl rodištěm těchto osobností:
- Ernest Renan (1823–1892), filozof a historik náboženství
- Ernest Hello (1828–1885), kritik
- Hervaeus Natalis (c. 1260–1323) 14. generální mistr dominikánů
- Bydlel a pracoval zde Joseph Savina (1901–1983), designér a sochař

## Galerie

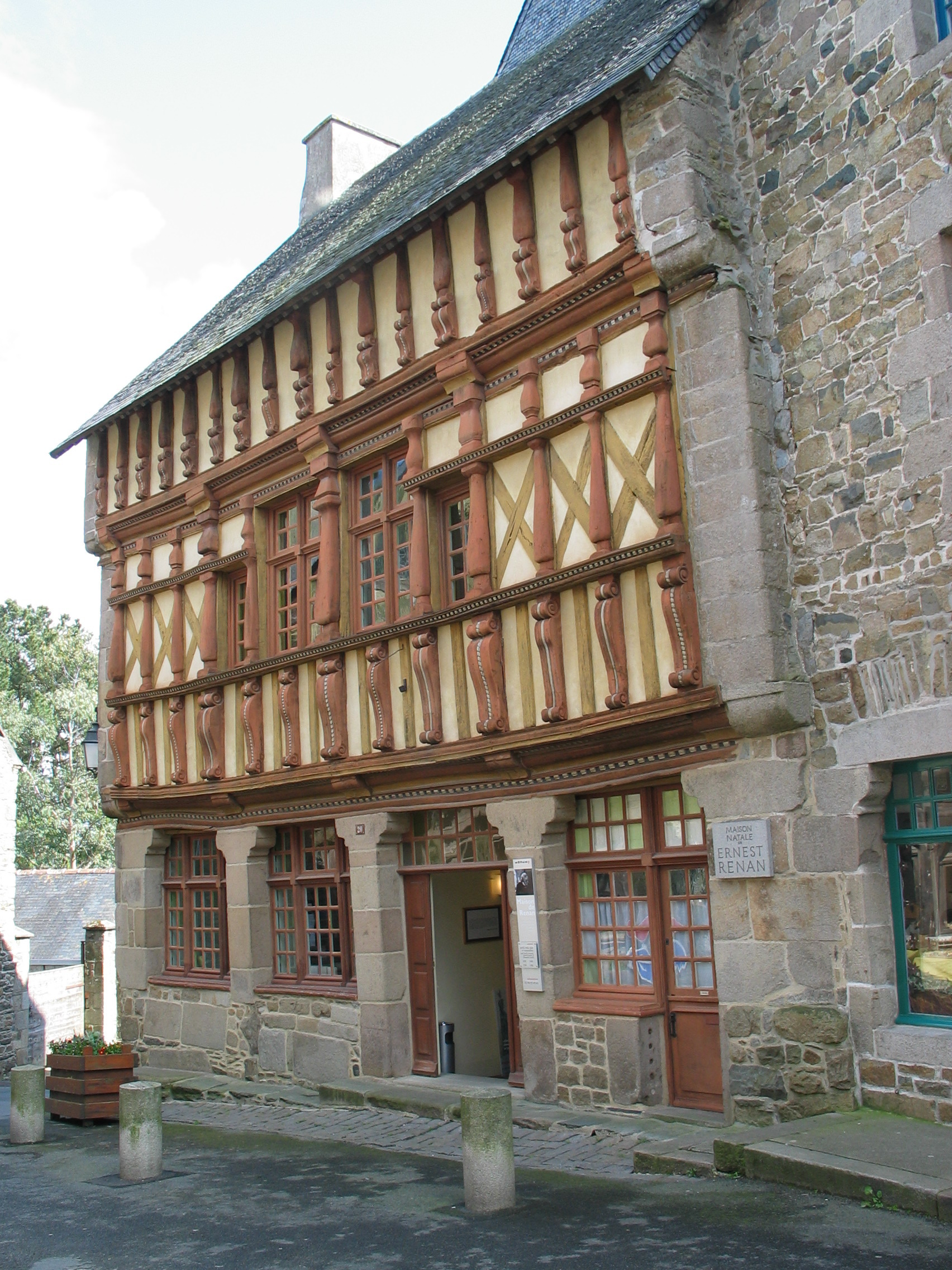
Renanské muzeum
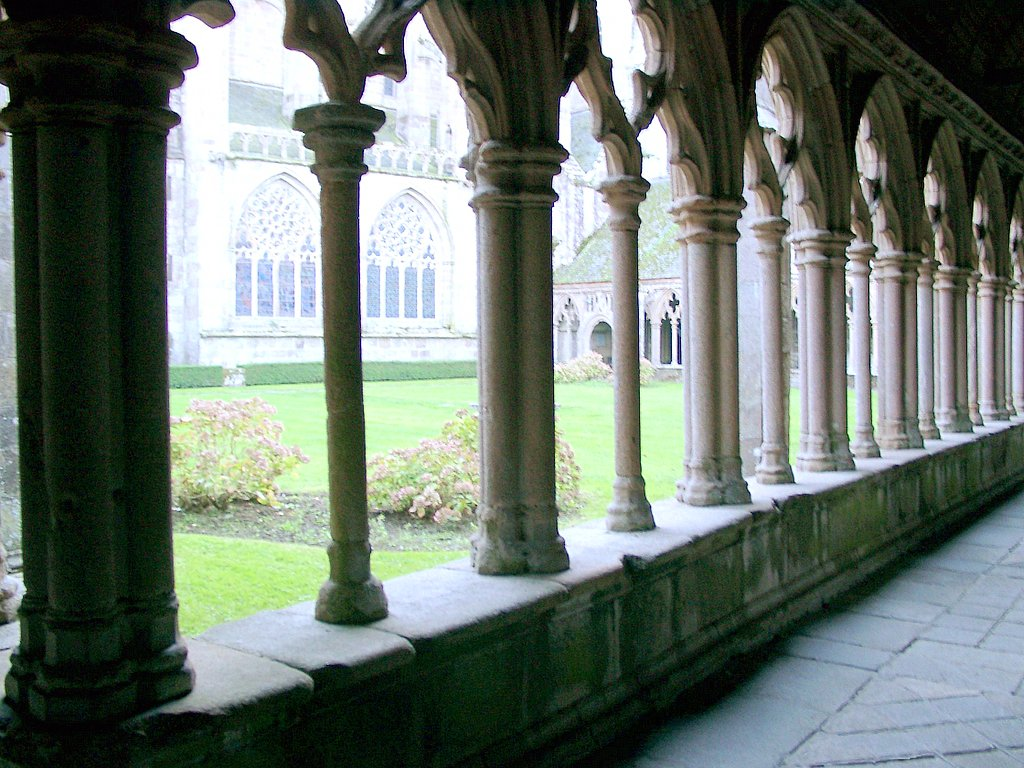
Klášter katedrály svatého Tugduala
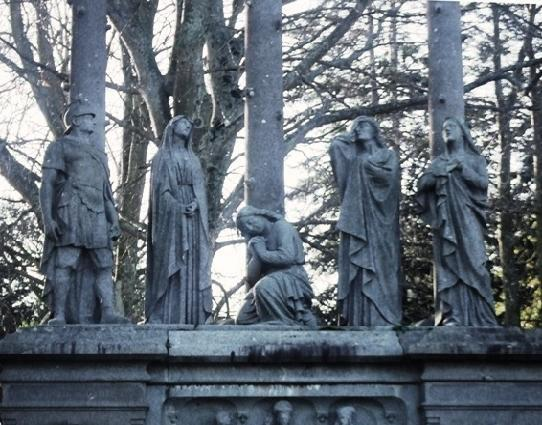
Protestní kalvárie Yves Hernot, vytvořená na protest proti soše Renana